# 失父招領
《失父招領》，2019年台灣電視電影，為中華電視公司優質台語影音計畫「華視金選劇場」劇目，鐵漢堂國際娛樂製作，喜翔、黃鐙輝、黃錦雯、林義雄、黃略耕、錢立訢領銜主演，2018年11月19日開拍，華視主頻2019年4月7日上檔。

## 劇情大綱
與阿公相依為命32年的阿國，在阿公死掉的這一天終於看到了傳說中的爸爸─阿龍。隔天，阿龍再度出現在阿國家外，說要修復父子關係，敵不過阿龍的無賴行為加上對父親的失蹤仍存有好奇勉強答應讓他住進來。個性一樣、不擅表達情感的父子，加上生活習慣的衝突，每天都跟打仗一樣過日子。

## 播出時間
| 頻道     | 所在地 | 首播日期     | 播放時間    | 收視率 |
| -------- | ------ | ------------ | ----------- | ------ |
| 華視主頻 | 臺灣   | 2019年4月7日 | 21:30-23:20 | 0.36   |

(調查範圍是四歲以上收看電視之觀眾)

## 演員列表
| 演員   | 角色   | 介紹 |
| 喜翔   | 葉啟龍 | 兒子出生之後，妻子下落不明，家中老父親來把自己的孫子接走。他不敢回老家，四處漂泊躲債。直到妹妹傳來父親過世的消息，阿龍才趕趕在父親頭七那一天到靈堂致意，也看到自己的兒子長得好大了。阿龍感慨的趕緊認兒子，但意外的是兒子並不想認他…。 |
| 黃鐙輝 | 葉致國 | 動物園失物招領處員工，從小跟著阿公長大，至於爸爸，阿國只知道他叫葉啟龍，然後走丟了，也不知道死了沒。阿公過世頭七這一天，自稱是阿國爸爸的阿龍出現在靈堂，「我沒有爸爸」這是阿國的第一個反應。                                          |
| 林義雄 | 阿公   | 小鎮竹藝師傅，擅長煮蒜頭雞湯，妻子早逝。兒子阿龍欠債失蹤後與唯一的內孫阿國相依為命。 |
| 黃略耕 | 肉羹   | 阿國的初中同學，矮胖，來自單親家庭，初中時常被霸凌，阿國經常出手相救，結成死黨。 |
| 錢立訢 | 甫仔   | 阿國的初中同學，瘦高身材，媽媽是外籍新娘，嘴快但不經腦，經常脫口而出不合時宜的話。和阿國結為死黨也是因為能避免被霸凌。 |
| 黃錦雯 | 小姑姑 | 阿公最小的女兒，在所有的姐姐都出嫁之後，決定搬回老家，直到出嫁前陪阿公和小阿國一起住。 |

## 製作團隊
- 監製 || 趙大同
- 製作人 || 王冠、謝奕柔
- 編審 || 于仕娟
- 編劇 || 蔡品緻、鄭海伯
- 製片統籌 || 許毓芳
- 執行製片 || 張哲維
- 側錄 || 錢立訢
- 劇照 || 孫意晴
- 導演 || 鄭海伯
- 副導 || 杜紘琳
- 場記 || 黃怡珩
- 視覺設計 || 羅濟煌
- 片頭設計 || 孫睦涵
- 攝影師 || 莊宏彬
- 跟焦師 || 陳晧堯
- 攝影組 || 林易偉 王建智
- 燈光師 || 許祐梧
- 燈光組 || 張旭志 鄭安圻
- 場務 || 李啟安 何明堃
- 電工 || 李建融 黃智宏
- 美術師 || 柯歈
- 執行美術 || 廖庭可
- 美術組 || 陳紀如 程子奕
- 造型師 || 曾玟嘉 鄒紫安
- 梳化 || 曾盈芳 許馥薇
- 服裝 || 邱珮珮
- 聲音設計 || 沈志朋
- 收音師 || 洪郁婷
- 宣傳 || 吳御曄 羅仕倫 蔡森棋 劉持恩 曾興仁 謝奕柔 錢立訢 孫意晴
- 剪接 || 杜怡門
- 調光 || 羅濟煌
- 混音 || 沈志朋
- 片尾作詞 || 黃鐙輝
- 片尾作曲 || Amos@重感情創意 黃鐙輝
- 片尾編曲 || 董事長樂團

## 外部連結
| 臺灣 華視主頻 星期日 21:30 - 23:20 | 臺灣 華視主頻 星期日 21:30 - 23:20 | 臺灣 華視主頻 星期日 21:30 - 23:20 |
| ---------------------------------- | ---------------------------------- | ---------------------------------- |
|                                    | 失父招領 （2019年4月7日）          |                                    |
| 青春魯蛇物語 （2019年3月31日）     | 蘇爺爺的肖像畫 （2019年4月14日）   |                                    |